# Eduard Habsburg-Lothringen
Eduard Karl Joseph Michael Marcus Koloman Volkhold Maria Habsburg-Lothringen (Munique, 12 de janeiro de 1967), também conhecido por seu título tradicional de arquiduque Eduard da Áustria, é um diplomata húngaro e membro da Casa de Habsburgo-Lorena.
Habsburg é filho de Michael von Habsburg (arquiduque Michael da Áustria), filho do arquiduque Joseph Francis da Áustria, e da princesa Anna da Saxônia, e da princesa Christiana de Löwenstein-Wertheim-Rosenberg, filha de Karl, 8.º príncipe de Löwenstein-Wertheim-Rosenberg. Ele é legalmente conhecido na Áustria como Eduard Habsburg-Lothringen, e é referido pelo título tradicional de Arquiduque Eduard da Áustria no Almanach de Gotha. Ele adquiriu a cidadania húngara porque seu pai nasceu na Hungria. Eduard é o tataraneto do imperador Franz Joseph I. Sua mãe é a princesa Christiana zu Löwenstein-Wertheim-Rosenberg (nascida em 1940).
Ele é casado com a baronesa Maria Theresia von Gudenus, descendente do arquiduque João da Áustria; eles têm seis filhos.
Desde 2015, ele atua como embaixador da Hungria na Santa Sé e na Soberana Ordem Militar de Malta.
Habsburgo é um católico praticante. Ele expressou admiração por Thomas More, Papa Gregório I, József Mindszenty, Teresa de Lisieux, Carlos da Áustria e Eduardo, o Confessor.

## Publicações

### Artigos
- «The 21st-century Habsburg mission». Catholic Herald. 17 de novembro de 2016
- «They Did Nothing But Pray». First Things. 27 de junho de 2019
- «My family history in full – well, almost». Catholic Herald. 6 de agosto de 2020

### Livros
- James Bond in 60 Minuten: Staunen im Stundentakt – Die Welt in 60 Minuten. 2008.
- Die Reise mit Nella. 2008.
- Wo Grafen schlafen: Was ist wo im Schloss und warum?. 2011.
- Marcus Schwier: Intérieurs. 2012.
- Lena in Waldersbach. 2013.
- Dubbie: The Double-Headed Eagle. Full Quiver Publishing, 2020.
- The Habsburg Way. 7 Rules for Turbulent Times. Sophia Inst Pr, 2023, traduzido como À Moda Habsburgo: Sete regras para tempos turbulentos. Ecclesiae, 2024.
- Building A Wholesome Family in a Broken World: Habsburg Lessons from the Centuries. Soph Inst Pr, 2024.